# غيمسفايرينستوك
غيمسفايرينستوك (بالإنجليزية: Gemsfairenstock)‏ هو أحد جبال سلسلة جبال الألب غلاروس وجزء من القمة الأم غروس شارورن يقع في كانتون أوري وكانتون غلاروس، سويسرا. يبلغ ارتفاع الجبل حوالي 2972 متر، بينما يبلغ ارتفاع نتوء الجبل 124 متر.